# Tomašanci
Tomašanci su naselje u sastavu Općine Gorjani, u Osječko-baranjskoj županiji.

## Stanovništvo
Prema popisu iz 2021. naselje je imalo 452 stanovnika.
| broj stanovnika | 498   | 611   | 589   | 695   | 885   | 873   | 906   | 984   | 1026  | 913   | 1013  | 887   | 736   | 649   | 664   | 583   | 452   |
|                 | 1857. | 1869. | 1880. | 1890. | 1900. | 1910. | 1921. | 1931. | 1948. | 1953. | 1961. | 1971. | 1981. | 1991. | 2001. | 2011. | 2021. |

## Znamenitosti
- crkva svetog Antuna Pustinjaka
- Njemačko-hrvatsko groblje

## Šport
- NK Dinamo Tomašanci

## Obrazovanje
- Područna škola Tomašanci

## Poznate osobe
- Petar Galauner, svećenik, isusovac, profesor, duhovnik, rektor Dječačkoga sjemeništa na Šalati, provincijal Hrvatske pokrajine Družbe Isusove te regionalni asistent Slavenske asistencije u generalnoj kuriji Družbe Isusove u Rimu